# (10285) Renémichelsen
(10285) Renémichelsen est un astéroïde de la ceinture principale.

## Description
(10285) Renémichelsen est un astéroïde de la ceinture principale. Il fut découvert le 17 août 1982 à La Silla par Claes-Ingvar Lagerkvist. Il présente une orbite caractérisée par un demi-grand axe de 2,35 UA, une excentricité de 0,12 et une inclinaison de 7,6° par rapport à l'écliptique.

## Compléments